# Ne crois pas
Chansons représentant la Luxembourg au Concours Eurovision de la chanson
Les Amants de minuit
(1956)
Ne crois pas est la première chanson, avant Les Amants de minuit, représentant le Luxembourg au tout premier Concours Eurovision de la chanson, en 1956 (la seule édition à permettre deux chansons par pays).
La chanson est écrite et composée par Christian Guitreau, interprétée par la chanteuse française Michèle Arnaud, et l'orchestre est dirigé par Jacques Lasry. L'évènement se déroulait à Lugano, en Suisse.
Elle est intégralement interprétée en français, une des langues nationales, comme le veut la coutume avant 1966.
Il s'agit de la sixième chanson interprétée lors de la soirée, après Mathé Altéry qui représentait la France avec Le Temps perdu et avant Franca Raimondi qui représentait l'Italie avec Aprite le finestre. Le tableau d'affichage pour ce concours n'a jamais été rendu public, il est donc impossible de dire avec certitude comment la chanson s'est classée, seule la chanson gagnante Refrain fut annoncée,.